# وحید محمد
وحید محمد (انگلیسی: Waheed Mohammed Taher؛ زادهٔ ۱۱ اکتبر ۱۹۸۲) یک بازیکن فوتبال اهل قطر است.

## باشگاهی
از باشگاه‌هایی که در آن بازی کرده‌است می‌توان به الاهلی قطر، السیلیه، الریان، الوکره، اشاره کرد.

## تیم ملی
وی همچنین در تیم ملی فوتبال قطر بازی کرده است.